# Les Souvenirs (film)
Pour les articles homonymes, voir Les Souvenirs (homonymie).
Pour plus de détails, voir Fiche technique et Distribution.
Les Souvenirs est une comédie dramatique française écrite et réalisée par Jean-Paul Rouve, adaptation du roman Les Souvenirs de David Foenkinos, sortie en janvier 2015.

## Synopsis
Madeleine Esnart (Annie Cordy) assiste à l'enterrement de son mari. Sont présents autour d'elle son fils Michel (Michel Blanc), employé à la Poste et son épouse Nathalie (Chantal Lauby), professeur. Leur fils Romain (Mathieu Spinosi) arrive en retard, il dit s'être trompé de cimetière.
Romain est étudiant en lettres et travaille comme veilleur de nuit dans un hôtel. Philippe (Jean-Paul Rouve), son patron, alcoolique, est convaincu que Romain est dépressif et qu'il doit devenir écrivain et écrire des roman historiques. Romain habite en colocation avec Karim (William Lebghil) qui cherche obstinément une compagne.
Madeleine s'échappe de sa maison de retraite. Michel débarque chez Romain en catastrophe. Romain met tout en œuvre pour retrouver Madeleine.

## Fiche technique
- Titre : Les Souvenirs
- Réalisation : Jean-Paul Rouve
- Scénario : David Foenkinos et Jean-Paul Rouve, d'après le roman éponyme Les Souvenirs, de David Foenkinos
- Décors : Laurent Ott
- Costumes : Aurore Pierre
- Photographie : Christophe Offenstein
- Son : Marc-Antoine Beldent
- Montage : Christel Dewynter
- Musique : Alexis Rault
- Chanson du générique de fin : Le Bonheur par Berry
- Production : Maxime Delauney et Romain Rousseau, Thierry Ardisson (coproducteur)
- Société de production : NoLiTa Cinema
- Société de distribution : UGC Distribution
- Pays de production :  France
- Langue originale : français
- Format : couleur
- Genre : comédie dramatique
- Durée : 96 minutes
- Dates de sortie : 
  - France : 23 août 2014 (Festival du film francophone d'Angoulême)[2] ; 14 janvier 2015 (nationale)
  - Belgique : 4 octobre 2014 (Festival international du film francophone de Namur)[3] ; 21 janvier 2015 (nationale)

## Distribution
- Michel Blanc : Michel Esnart, père de Romain, retraité de la Poste
  - Eden Ricci : Michel enfant
- Annie Cordy : Madeleine Esnart, grand-mère de Romain, veuve[4]
- Mathieu Spinosi : Romain Esnart, fils de Michel et Nathalie, étudiant en lettres, veilleur de nuit
- Chantal Lauby : Nathalie Esnart, mère de Romain, professeur
- William Lebghil : Karim, colocataire de Romain
- Audrey Lamy[5] : la directrice de la maison de retraite
- Flore Bonaventura[6] : Louise
- Jean-Paul Rouve : Philippe, patron de l'hôtel où travaille Romain
- Jacques Boudet : le peintre
- Alison Wheeler : Stéphanie
- Xavier Brière : Pierre Esnart, fils de Madeleine, frère de Michel[7]
- Yvan Garouel : Patrick Esnart, fils de Madeleine, frère de Michel[7]
- Daniel Morin : le caissier de la station-service
- Blanche Gardin : l'hôtesse de l'office de tourisme d'Étretat
- Arthur Benzaquen : le professeur de yoga de Nathalie
- Philippe Dusseau : le voisin de Madeleine
- Arnaud Henriet : le policier au commissariat
- Pierre Diot : l'ambulancier
- Aurore Broutin : la serveuse café noir
- Jean-Michel Lahmi : Le patron de Michel
- Hugues Boucher : un collègue de Michel
- Vincent Colombe : le médecin à l'hôpital du Havre
- Melissa Drigeard : la cliente de l'hôtel Alsina
- Ginger Romàn : la serveuse
- Yvon Martin : l'instituteur
- Laurent Cléry : le réceptionniste de l'hôtel des Falaises
- Brigitte Mariaulle : Monique
- Zohra Benali : la grand-mère de Karim
- Lou Bonetti : une collègue de Michel
- Simon Masnay : un collègue de Michel
- Isabelle Auvray : l'épouse du collègue de Michel
- Luc Martinage : le patron du bar à Étretat
- Sally Micaleff : la fille de la danseuse
- Nicolas Berthery : la collègue de Nathalie
- Hervé Jakubowicz : un médecin de l'hôpital à Paris
- Alexandre Martins : le prêtre
- Grégory Azan : un membre du personnel maison de retraite
- Lou Bohringer : (scènes coupées)
- Michel Merlen : (scènes coupées)
- Laurent Saint-Gérard : (scènes coupées)

## Production

### Tournage
Le film a été tourné à Paris, à Nogent-sur-Marne dans le département du Val-de-Marne, à Villevaudé dans le département de Seine-et-Marne, à Étretat et Senneville-sur-Fécamp dans le département de la Seine-Maritime. Il s'agit d'un second film où Annie Cordy joue le rôle de la mère de Michel Blanc, Madame Édouard (2004).

## Accueil

### Box-office
- France : 1 069 244 entrées[9]

### Diffusions
Le film est diffusé pour la première fois sur une chaîne de télévision gratuite le 19 août 2018 sur TF1, rassemblant 4,246 millions de téléspectateurs pour 22,8 % de part d'audience. Le long-métrage était initialement prévu en prime-time sur la chaîne le 15 juillet, il fut déprogrammé en raison des célébrations de la France pour la victoire à la coupe du monde de Football. Le film est rediffusé sur France 3 le 10 septembre 2020 à la suite de la mort d'Annie Cordy.

## Distinctions

### Sélections
- Festival international du film francophone de Namur 2014 : « Regards du présent »
- Festival de films Cinemania 2014 : « Sélection officielle »
- Rendez-vous du cinéma français à Paris 2015 : « Press junket »